# Daněk evropský
Daněk evropský nebo také skvrnitý (Dama dama L., 1758) je druh z čeledi jelenovití (Cervidae) s lopatovitými parohy, svým zbarvením se podobá jelenu sikovi. Samice se nazývá daněla.

## Popis

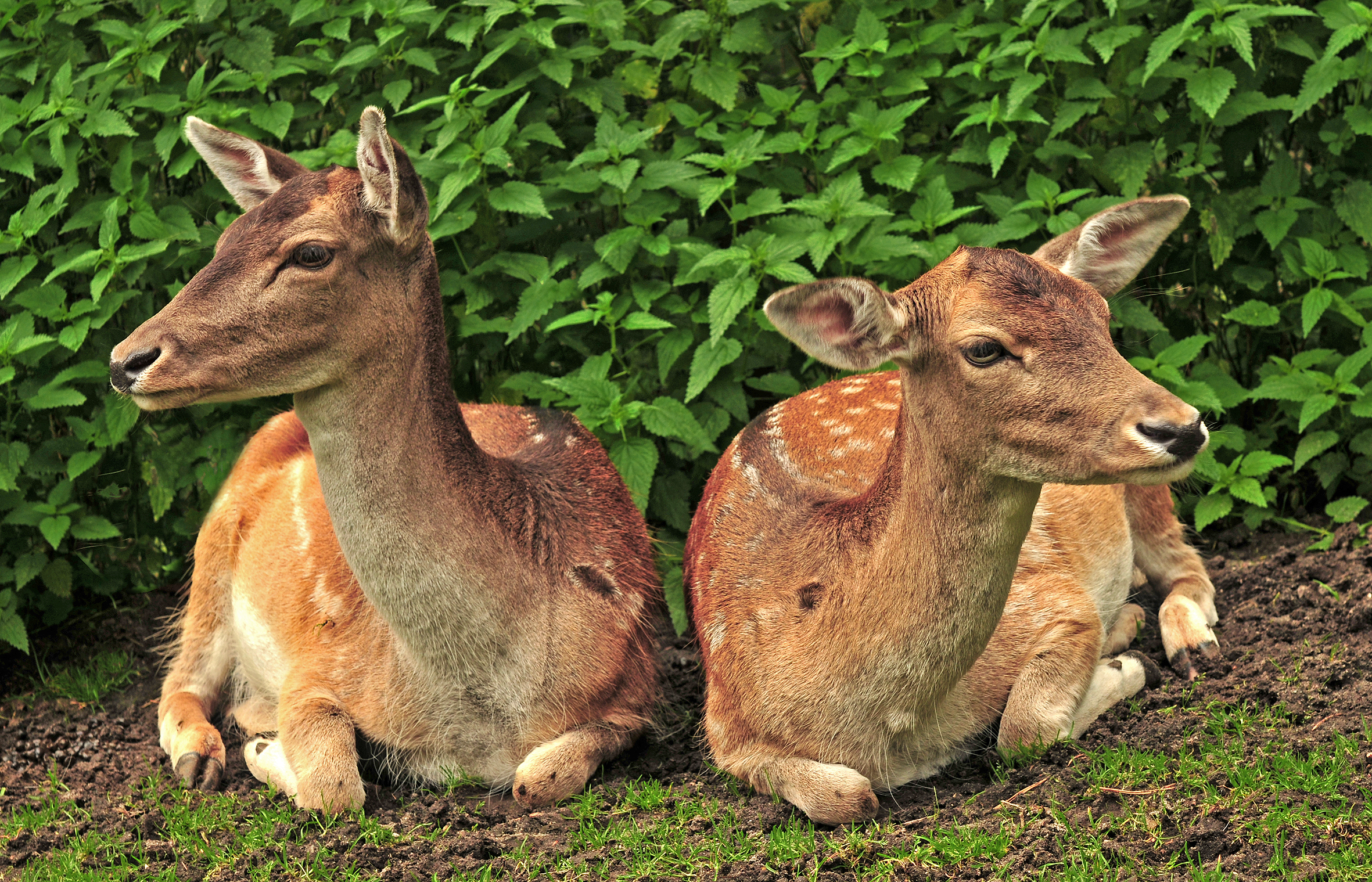

Kohoutková výška u samců se pohybuje mezi 85 až 110 cm, u samic 75 až 90 cm. Bez kelky (ocasu) dosahují délky 130 až 175 cm (samice 115 až 140 cm), ocas pak měří 18 – 27 cm. Hmotnost samců je 40 až 95 kg, samic 25 až 50 kg. Letní červenohnědé zbarvení je bíle skvrnité. Skvrny jsou v podélných řadách. Břicho, vnitřní strany běhů a zrcátko, tj. bílá plocha v okolí řiti, jsou čistě bílé. Po hřbetě až na špičku ocasu neboli kelky se táhne černý pruh, který lemuje i zrcátko. Kelka je poměrně dlouhá a slouží jako dorozumívací prostředek. Černá kelka je totiž dobře znatelná na bílém zrcátku, v klidu zvěř kelkou neustále pohupuje a při úprku je vztyčená. Zimní zbarvení je tmavohnědé. Skvrny jsou nezřetelné, nebo nejsou vůbec patrné. Paroží je lopatkovité s očníkem a opěrákem, na lopatě tzv. dlani má pak zářezy tzv. krajkování. První prstovitý výběžek na spodu lopaty je pak tzv. palec.

## Rozšíření
Daněk pochází z oblastí Středomoří a Malé Asie. Už v době antiky byl chován pro okrasu i chutné maso na území Itálie a jižní Francie, Gaius Iulius Caesar napsal, že Galové chovali daňky ve velkých ohradách. Za vlády Karla Velikého byli daňci z Francie vysazeni v Porýní. Z Anglie jsou uváděni v 2. polovině 11. století, byli tam přivezeni zřejmě v souvislosti s nástupem Viléma Dobyvatele. V téže době byli vysazeni i v Dánsku a Švýcarsku, ve 13. století jsou doloženi na území Uher. První zmínky o výskytu daňků v českých zemích jsou z roku 1465, kdy byli chováni na Moravě v oboře u Podivic na Vyškovsku. V první polovině 16. století se dostali také do Čech, konkrétně do Královské obory v Praze a do Poděbrad. Až do konce 19. století byli chováni v oborách. Tehdy byli vypuštěni do mnoha volných honbišť, kde dosud žijí. V současnosti jejich populace v ČR čítá okolo 39 000 kusů. Vyskytuje se např. v severních Čechách (Brtníky a Mikulášovice), kapitální jedinci nechybí.
V 18. a 19. století byli daňci vysazeni i do Severní a Jižní Ameriky, do Austrálie a na Nový Zéland, kde zdivočeli a výrazně konkurují původním druhům býložravců.

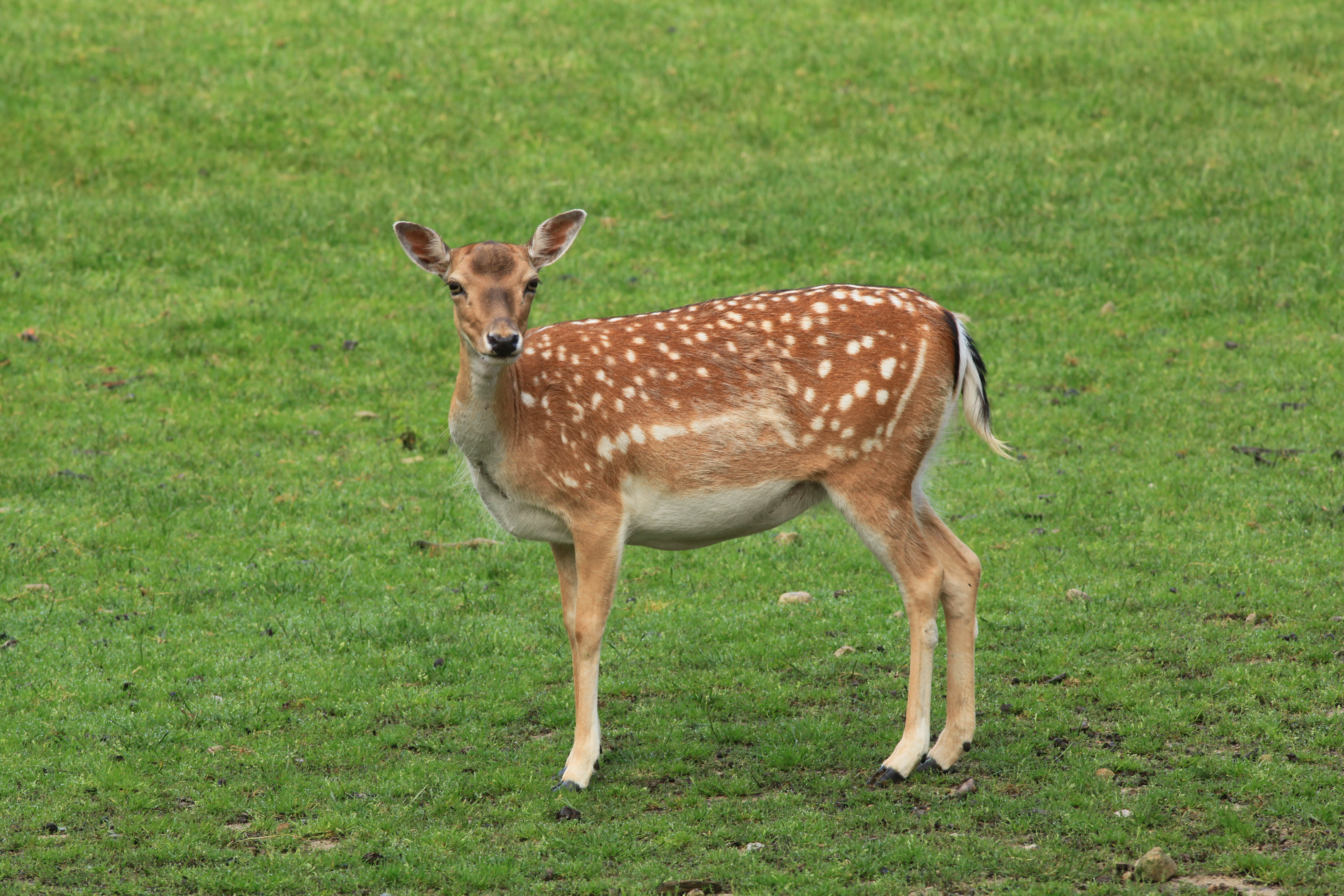

## Etologie
Obývá listnaté a smíšené lesy. V přírodě je plachý, ale v oborách vychází na pastvu i na otevřená prostranství. Samice s mláďaty a mladší samci žijí v oddělených stádech, dospělí samci jsou někdy samotářští. Říje probíhá v říjnu, přibližně o měsíc později než u jelenů evropských. Samci při ní soupeří o výsadní postavení, obhajují teritorium a přetlačují se parohy. Daněk se v říji ozývá chrochtavými zvuky –⁠⁠⁠⁠⁠⁠ rocháním, které vzniká vtahováním vzduchu do hrtanu. Daněk se v říji páří s více danělami. Říje ovšem není tak bojovná jako u jelenů. Březost trvá necelých 8 měsíců. Počátkem léta samice přivádí na svět jediné mládě. To se brzy dokáže postavit na nohy, ale až do stáří několika týdnů většinu času leží. Matka ho kojí 4 měsíce. Celkově lze říci že veškeré projevy (říje, kladení, nasazení paroží atd.) jsou ve srovnání s jelení zvěří posunuté o 3 týdny.
Daněk ve srovnání s ostatní spárkatou zvěří působí minimální škody, protože neloupe kůru stromů ani neokusuje jejich výhonky. Živí se převážně bylinami a trávou, na podzim sbírá také kaštany, žaludy a jiné plody. Pokud má možnost, rád navštěvuje pole, kde spásá obilniny, pohanku apod. Pokud jsou daňci znepokojeni, mávají ocasem a ukazují jeho bílou spodní část. Při útěku se někdy odráží všemi čtyřmi končetinami a prudce odskakují.

## Daňci a lidé
V antickém Řecku byla známa představa, že daňci zabíjejí hady. Na ostrově Rhodu byli prý právě z tohoto důvodu vysazeni daňci. Tuto událost připomínají sochy daňka a daněly, umístěné ve rhodském přístavu Mandraki.
Pro svůj pěkný vzhled, nenáročnost a poměrně mírnou povahu jsou daňci s oblibou chováni v oborách a zámeckých parcích. Najdeme je také v zoologických zahradách, jako třeba v Zoo Tábor nebo v Zoo Hluboká nad Vltavou. Byla vyšlechtěna celá řada barevných forem –⁠⁠⁠⁠⁠⁠ černá, bílá, tmavohnědá aj. Daňci jsou občas chováni na farmách pro chutné maso, nicméně farmový chov zvěře je spojen s celou řadou praktických i legislativních úskalí, zejména v souvislosti s porážkou a zpracováním produktů. V České republice se daňci loví od 16. 8. do 31. 12. a to většinou na čekané nebo šoulačkou. Roční odstřel kolísá mezi 8000–9000 jedinci, převážně samci. Trofejí z daňka je lopatovité paroží a rovněž kůže.
České slovo daněk je doloženo poprvé počátkem 16. století. Jedná se o přejímku z latinského názvu dama, který má však asi keltský původ. České příjmení Daněk (např. spisovatel Oldřich, zpěvák Wabi) nemusí mít souvislost se zvířetem daňkem. Ve starší češtině se totiž používalo slovo Daněk jako domácká podoba jména Daniel.